# Condamné au silence (téléfilm)
Condamné au silence est un téléfilm français réalisé par Roger Andrieux, diffusé en 1992.
Ce téléfilm traite d'un adolescent, Antoine, (Volodia Serre), pris dans un engrenage avec une bande de voyous.

## Synopsis
Antoine (Volodia Serre) est un adolescent normal habitant à Marseille avec son père Romain (Daniel Russo) , sa mère Laura (Delia Boccardo) , sa grand mère paternelle ; fils unique, il aime la musique et pratique le baseball dans un club officiel.
À la rentrée scolaire , il jette son dévolu sur Nadia (Olivia Trappier) une nouvelle élève de sa classe , il la fait rentrer dans son cercle d'amis puis flirte avec elle.
Un jour, à la sortie des classes, une bande de trois voyous tente, en vain, de lui voler son blouson mais Antoine parvient à s'échapper de leur emprise. Samy (Alexis Derlon) , le chef de la bande , ne voulant rester sur un échec, décide d'espionner Antoine afin de faire pression sur lui.
Finalement, Samy réussit - quelques jours plus tard - à retrouver Antoine afin de lui voler son blouson. Une autre bande plus puissante que celle de Samy se trouve sur place et convoite le fruit de ce vol.
Ils provoquent Samy, l'affrontent et vainquent la bande de Samy. Ils peuvent donc voler le blouson en cuir d'Antoine. Furieux, Samy menace Antoine de lui entailler le visage et de s'en prendre à ses parents s'il ne lui rembourse pas le prix du blouson.
Arrivant à se procurer l'argent, quand il le donne à Samy, ce dernier lui annonce qu'il devra lui remettre 300 francs chaque semaine. Antoine se sentant piégé et menacé décide de lui remettre les 300 francs chaque semaine, puis Samy lui annonce que la somme monte à 500 francs car " ça fait plus rond" dixit Samy.
L'attitude d'Antoine change, il devient anxieux et agressif, ses résultats scolaires baissent, ses relations sont houleuses avec ses amis et Nadia. Antoine se sentant acculé par cette « dette » en revient à voler l'argent de ses parents, puis ses propres camarades lors d'une boum. Il se fait surprendre, refusant que la mère de l'hôte le fouille, il s'échappe. Quand il revient chez ses parents, ces derniers l'attendent et exigent des explications concernant ce vol et au sujet des retraits suspects sur la carte bancaire de sa mère Laura. Il se dégage de la saisie de son père et fugue. Antoine est retrouvé par Samy n'ayant pas reçu l'argent hebdomadaire, Samy le menace, Antoine décide donc de le mener dans le bureau du trésorier de son club de baseball, il lui montre la caisse bien garnie du trésorier, Samy se jette sur l'argent et dans l'exaltation décide avec sa bande de vandaliser les locaux, de forcer Antoine à boire de la bière , puis le menace avec un pistolet déchargé.    
Honteux, Antoine rentre chez ses parents absents et avale une boîte de somnifère en entier après avoir rédigé une lettre d'adieu. Les parents d'Antoine qui étaient absents, en fait, mènent une enquête dans l'établissement de leur fils sur les motifs de la fugue , ils interrogent les amis d'Antoine, qui désignent  Samy, justement en train de rôder aux abords du lycée,  comme le responsable du changement de comportement d'Antoine.
Le film se termine par une scène dans laquelle Antoine joue une compétition de baseball avec en voix off un résumé au sujet de son rétablissement et de l'arrestation de Samy.

## Fiche technique
- Réalisateur : Roger Andrieux
- Scénario : Jacques Gary
- Premier assistant caméra : Laurent Andrieux

## Distribution
- Volodia Serre : Antoine
- Delia Boccardo : Laura (la mère d'Antoine)
- Daniel Russo : Romain (le père d'Antoine)
- Alexis Derlon : Sammy
- Olivia Trappier : Nadia